# Yoshito Ōkubo
Yoshito Okubo (大久保嘉人), född 9 juni 1982, är en japansk fotbollsspelare. Han började spela i den japanska proffsligan J. League 2001 för laget Vissel Kobe. Mellan 2004 och 2006 lånades han ut och spelade för Mallorca i den spanska ligan. Han gick tillbaka till Cerezo sommaren 2006, men såldes till Vissel Kobe i januari 2007. I januari 2009 flyttade han till den tyska sidan VfL Wolfsburg. Han spelar nu för Tokyo Verdy.

Han var en del av det japanska landslaget i OS 2004.

## Klubbkarriär
Senast uppdaterad 23 december 2011
| Säsong  | Lag               | Division | Tröjnummer | Matcher | Mål |
| ------- | ----------------- | -------- | ---------- | ------- | --- |
| 2001    | Cerezo Osaka      | 1        | 15         | 20      | 2   |
| 2002    | Cerezo Osaka      | 2        | 15         | 29      | 18  |
| 2003    | Cerezo Osaka      | 1        | 10         | 24      | 16  |
| 2004    | Cerezo Osaka      | 1        | 10         | 22      | 15  |
| 2004-05 | Mallorca          | 1        | 17         | 13      | 3   |
| 2005-06 | Mallorca          | 1        | 17         | 26      | 2   |
| 2006    | Cerezo Osaka      | 1        | 36         | 21      | 6   |
| 2007    | Vissel Kobe       | 1        | 13         | 31      | 14  |
| 2008    | Vissel Kobe       | 1        | 13         | 31      | 11  |
| 2009    | VfL Wolfsburg     | 1        | 8          | 9       | 0   |
| 2009    | Vissel Kobe       | 1        | 13         | 19      | 9   |
| 2010    | Vissel Kobe       | 1        | 13         | 17      | 4   |
| 2011    | Vissel Kobe       | 1        | 13         | 30      | 9   |
| 2012    | Vissel Kobe       | 1        | 13         | 26      | 4   |
| 2013    | Kawasaki Frontale | 1        | 13         | 33      | 27  |
| 2014    | Kawasaki Frontale | 1        | 13         | 32      | 18  |
| 2015    | Kawasaki Frontale | 1        | 13         | 32      | 23  |
| 2016    | Kawasaki Frontale | 1        | 13         | 34      | 15  |
| 2017    | FC Tokyo          | 1        | 13         | 28      | 8   |
| 2018    | Kawasaki Frontale | 1        | 4          | 12      | 2   |
| 2018    | Júbilo Iwata      | 1        | 22         | 17      | 3   |
| 2019    | Júbilo Iwata      | 1        | 22         | 20      | 1   |